# Stergomena Tax

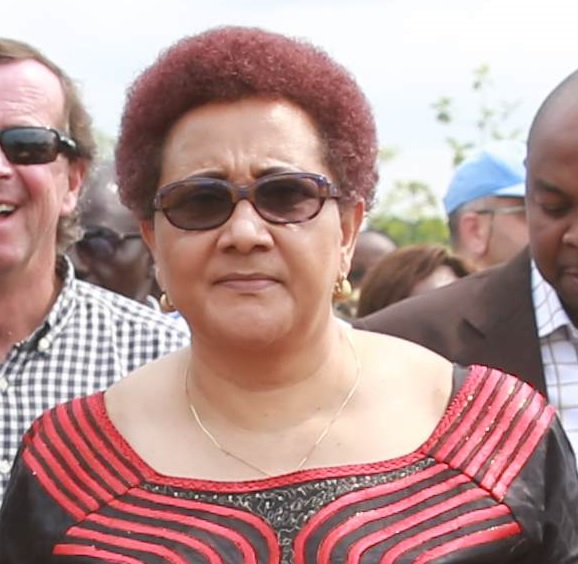
Stergomena Tax

Stergomena Lawrence Tax (* 6. Juli 1960 in Magu, Mwanza, Tanganjika; auch Stergomena Lawrence Tax-Bamwenda) ist eine Politikerin aus Tansania. Sie war der erste weibliche Verteidigungsminister des ostafrikanischen Landes und war von 3. Oktober 2022 bis 29. August 2023 Außenministerin.

## Leben
Tax besuchte die Lake Secondary School in Mwanza. 1985 erwarb sie ein Diplom in Business Administration. 1987 bis 1991 absolvierte sie ein Studium an der University of Dar es Salaam, das sie mit einem Bachelor of Commerce in Finances abschloss. Ab 1995 besuchte sie die Universität Tsukuba in Japan, an der sie einen Master in Policy Management and Development Economics und 2002 einen Doktortitel in International Development („Internationale Entwicklung“) erwarb. In ihrer Doktorarbeit hinterfragte sie die Effektivität der Entwicklungshilfe im subsaharischen Afrika.
Fortan war sie in verschiedenen Positionen in der Regierung tätig, anfangs im Finanzministerium. 2006 bis 2008 arbeitete sie als Permanent Secretary im Ministry of Trade, Industry and Marketing (etwa: „Staatssekretärin im Ministerium für Handel, Industrie und Marketing“). 2008 bis 2013 war sie in gleicher Position im Ministry of East African Cooperation (etwa: „Ministerium für ostafrikanische Zusammenarbeit“) tätig. Im August 2013 wurde sie auf einem SADC-Treffen in Lilongwe als erste Frau zur Generalsekretärin, der ranghöchsten Position auf der Ebene der SADC, gewählt. Sie folgte damit dem Mosambikaner Tomaz Salomão. Zu ihren Aufgaben gehörten die Entwicklung der Region und die Teilnahme an Konfliktlösungen, etwa bei der Staatskrise in Lesotho 2014.
Stergomena Tax ist verheiratet und hat zwei Kinder. Am 13. September 2021 wurde sie von Staatspräsidentin Samia Suluhu Hassan zur ersten weiblichen Verteidigungsministerin Tansanias ernannt, am 3. Oktober 2022 zur Außenministerin. Am 30. August 2023 wurde January Makamba zu ihrem Nachfolger ernannt.